# Myrmecophantes albifascia
Myrmecophantes albifascia är en fjärilsart som beskrevs av J. Peter Maassen 1890. Myrmecophantes albifascia ingår i släktet Myrmecophantes och familjen mätare. Inga underarter finns listade i Catalogue of Life.